# Paulina Chiziane
Paulina Chiziane (Manjacaze, 4 giugno 1955) è una scrittrice mozambicana.

## Biografia
Cresciuta nella periferia di Maputo, Paulina Chiziane ha studiato all'Università Eduardo Mondlane. Ha iniziato la sua attività letteraria nel 1984, pubblicando racconti su diverse riviste mozambicane. Durante la guerra civile ha collaborato con la Croce Rossa Internazionale in alcune delle zone più colpite dal conflitto e attualmente lavora per conto di organizzazioni internazionali nella Provincia di Zambezia.
Nel 1990 ha pubblicato Balada de Amor ao Vento, diventando così la prima scrittrice mozambicana a pubblicare un romanzo. Grazie a opere come Ventos do Apocalipse e Il settimo giuramento, si è presto imposta come una delle voci più intense e originali del panorama letterario in lingua portoghese e come una delle più significative esponenti della nuova letteratura africana. Con Niketche. Una storia di poligamia ha vinto il prestigioso premio José Craveirinha, assegnato dall'Associazione degli scrittori mozambicani al miglior romanzo dell'anno.
Le sue opere sono state tradotte in molte lingue, tra cui il francese, lo spagnolo, il tedesco e l'italiano.
Nel 2021 è stata insignita del prestigioso Premio Camões.

## Opere (parziale)

### Romanzi
- Balada de Amor ao Vento (1990), (in it. Ballata d'amore al vento, Edizioni dell'Urogallo, Perugia 2017).
- Ventos do Apocalipse (1996)
- O Sétimo Juramento (2000), (in it., Il settimo giuramento, La Nuova Frontiera, Roma 2003)
- Niketche: Uma História de Poligamia, 2002, (in it. Niketche. Una storia di poligamia, La Nuova Frontiera, Roma 2006)
- O alegre canto da perdiz, 2008. (in it. L'allegro canto della pernice, La Nuova Frontiera, Roma 2010)